# جيرمين كلارك
جيرمين كلارك (بالإنجليزية: Jermaine Clark)‏ هو لاعب كرة قاعدة أمريكي، ولد في 29 سبتمبر 1976 في بيركيلي في الولايات المتحدة.

## وصلات خارجية
- جيرمين كلارك على موقعبيزبول رفرنس.كوم (الدوري الرئيسي) (الإنجليزية)
- جيرمين كلارك على موقعبيزبول رفرنس.كوم (الدوري الثانوي) (الإنجليزية)